# 横河商事
横河商事株式会社（よこがわしょうじ、YOKOGAWA & Co'Ltd.）は、横河グループの商社である。
主にグループ各社の製品を販売する代理店で、販売のみならず、保守なども請け負う技術商社。その他、保険代理店として、グループ各社や、グループ社員向けの保険販売も行っている。
もともとは、横河グループ創業家のファミリー企業で、現在の横河電機、横河ブリッジホールディングス、横河建築設計事務所など、横河グループ各社を支配する持株会社であった。

## 概要
横河商事の起源は、横河グループ創業家である横河家の資産を管理する「横河元方」である。この横河元方の傘下に、横河工務所（現・横河建築設計事務所）、株式会社横河橋梁製作所（現・横河ブリッジホールディングス）、株式会社横河電機製作所（現・横河電機）、株式会社東亜鉄工所（現・横河東亜工業）の各社が設立された。
1938年（昭和13年）、横河元方は株式会社両全社となった。しかし、戦時中、軍需で規模が拡大した横河グループ各社は、それぞれ多額の増資が必要となり、金融機関等の株主資本を受け入れざるを得ず、両全社を中心とした持株会社体制が崩れることになった。
戦後は、横河グループの商社として再出発した。横河電機製作所の販売代理店となったが、横河建築設計事務所、横河橋梁製作所とも一定の関係を保ち続けていた。
1973年（昭和48年）に横河商事株式会社に社名変更。1995年（平成7年）、横河電機が横河商事の増資を引き受け、子会社化（現在の連結子会社）した。
なお、現在も株式の47%は創業家の横河一族などが保有している。

## 沿革
- 1938年：8月、横河家元方会社として資本金45万円をもって設立。株式会社両全社と称し、株式会社横河電機製作所、株式会社横河橋梁製作所その他関係会社の持ち株会社として、銀座交詢社ビルにおいて発足。
- 1946年：5月、独占禁止法により電機機器並びに部品販売業として再発足。
- 1948年：4月、株式会社横河電機製作所代理店。
- 1948年：12月、損害保険代理業開始。
- 1957年：4月、横河電機製作所認可修理工場。
- 1973年：4月、横河商事株式会社に社名変更。
- 1987年：4月、有信計器株式会社を合併。
- 1988年：10月、株式会社大機を合併。
- 1993年：8月、会社創立55周年。
- 1998年：6月、ISO9001認証取得。
- 2008年：10月、会社創立70周年記念事業として「横河商事基金」設立。
- 2016年：5月、本社を目黒区下目黒より現在地へ移転。
- 2019年：8月、創立80周年。